# Niedalic
Niedalic – staropolskie imię męskie, złożone z dwóch członów: nie- (negacja) i -dal-ic ("daleko"). Być może powstało przez negację imion z członem Dale- (takich, jak Dalebor czy Dalibor).